# Ixora nigerica
Ixora nigerica là loài hoa bụi nhỏ thuộc họ Rubiaceae. Nó được tìm thấy ở khu vực nhiệt đới phía tây châu Phi.